# Birgit Honé

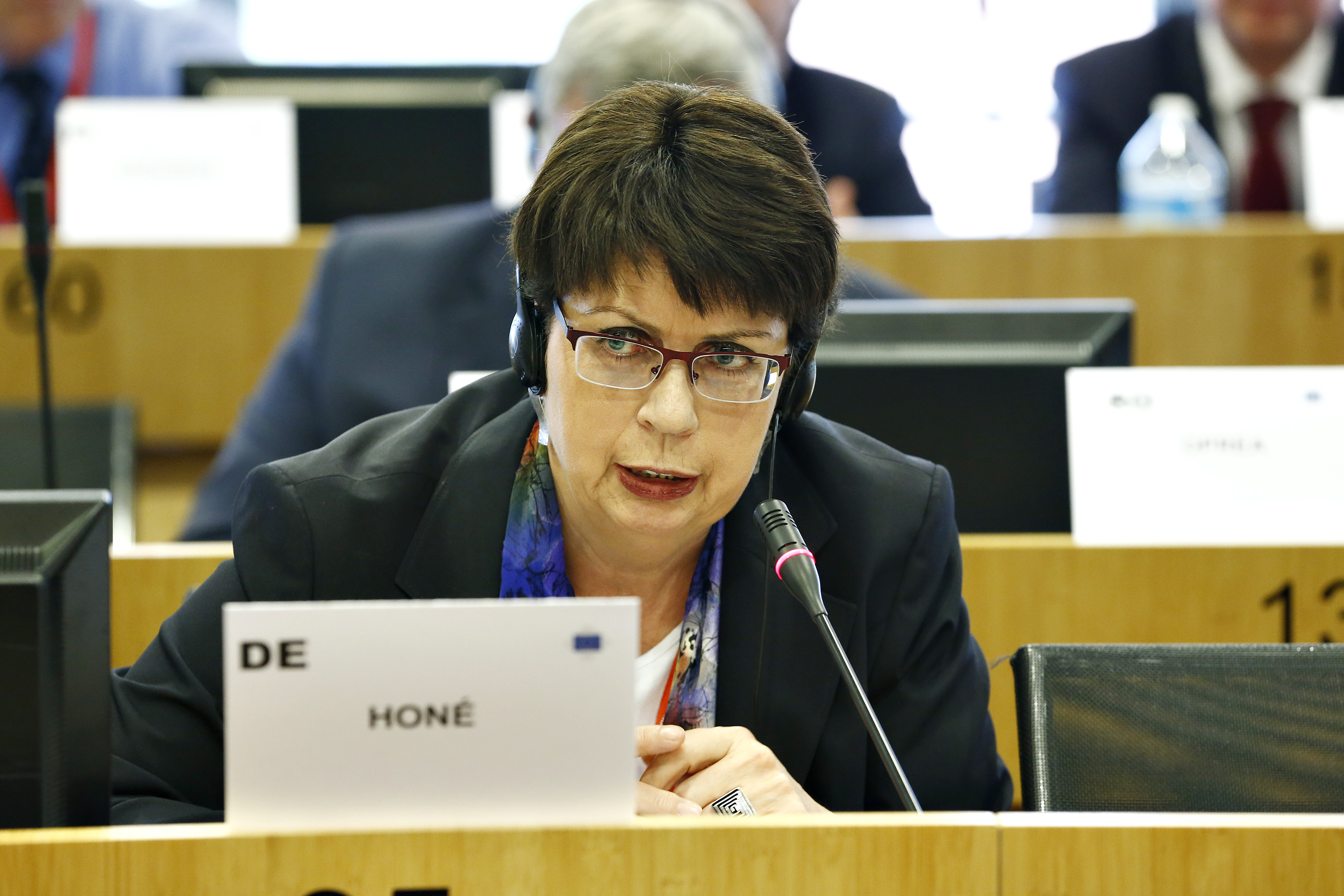
Birgit Honé (2018)

Birgit Honé (* 8. November 1960 in Bad Schwartau) ist eine deutsche Verwaltungsjuristin, Ministerialbeamtin und Politikerin (SPD). Sie war in den Jahren 2017 bis 2022 Ministerin für Bundes- und Europaangelegenheiten im Kabinett Weil II. Zugleich war sie die Bevollmächtigte des Landes Niedersachsen beim Bund.

## Leben
Honé wuchs im Landkreis Harburg auf. Nach dem Abitur folgte ein Studium der Rechtswissenschaft, das sie mit dem Juristischen Staatsexamen mit Befähigung zum Richteramt abschloss. Sie war von 1988 bis 1990 Geschäftsführerin des Jugendverbandes „Die Falken“ im Bezirk Hannover und von 1990 bis 1994 parlamentarische Referentin der SPD-Fraktion im Niedersächsischen Landtag, zuständig für die Bereiche Soziales, Arbeit, Wohnungsbau und Gleichstellung. Von 1992 bis 1994 leitete sie das Ministerbüro des Sozialministers Walter Hiller und von 1994 bis 1999 fungierte sie als Geschäftsführerin der SPD-Landtagsfraktion Niedersachsen.
Honé wechselte im Jahr 1999 in die Niedersächsische Staatskanzlei, wurde zunächst Leiterin der Abteilung 2 (Recht, Verwaltung Personal) und übernahm dann bis 2002 die Leitung der Abteilung 1 (Richtlinien der Politik, Ressortkoordinierung, Kabinetts- und Bundesratsangelegenheiten). 2002 ernannte sie Ministerpräsident Sigmar Gabriel als Nachfolgerin von Ulrike Wolff-Gebhardt zur Regierungspräsidentin des Regierungsbezirks Lüneburg. Daneben war sie bis 2002 Aufsichtsratsmitglied der Niedersächsischen Gesellschaft zur Endablagerung von Sonderabfall mbH und bis 2003 Aufsichtsratsmitglied der JadeWeserPort-Entwicklungsgesellschaft mbH sowie der Seefischmarkt und Hafenumschlag Cuxhaven GmbH.
Nach der Landtagswahl in Niedersachsen 2003 und der Bildung einer CDU/FDP-Regierung wurde Honé als Regierungspräsidentin von Bernd Hufenreuther abgelöst. Im Jahr 2004 wechselte sie als Senatsmitglied zum Niedersächsischen Landesrechnungshof. Hier war sie von 2004 bis 2010 für die Bereiche Innenministerium, Umweltministerium, Landwirtschaftsministerium sowie den Verfassungsschutz und von 2011 bis 2013 für die Bereiche Innenministerium und Sozialministerium sowie den Verfassungsschutz zuständig.
Ein Jahr vor der Landtagswahl in Niedersachsen 2013 wurde Honé im Schattenkabinett von Stephan Weil als Ministerin für Europa, regionale Entwicklung und Landwirtschaft präsentiert. Nach der Landtagswahl wurde sie dann im Zuge der Regierungsbildung am 19. Februar 2013 als Staatssekretärin in die Niedersächsische Staatskanzlei berufen. In der Staatskanzlei war sie für die Abteilungen „Europa und Internationale Zusammenarbeit“ sowie „Regionale Landesentwicklung und EU-Förderung“ zuständig. Des Weiteren ist sie Mitglied der Europaministerkonferenz (EMK) der Länder und Mitglied im Ausschuss der Regionen (AdR).
Am 22. November 2017 wurde sie Ministerin für Bundes- und Europaangelegenheiten im Kabinett Weil II. Ihre Zuständigkeiten entsprachen denen, die sie schon als Staatssekretärin im Kabinett Weil I innehatte. Im Zuge des Amtsantritts des Kabinetts Weil III schied sie am 8. November 2022 aus dem Ministeramt aus.
Honé lebt in Sehnde. Sie ist geschieden und hat eine Tochter.